# Giuliana Salce
Giuliana Salce (Roma, Italia, 16 de junio de 1955) es una atleta italiana retirada especializada en la prueba de 3 km marcha, en la que consiguió ser subcampeona mundial en pista cubierta en 1987.

## Carrera deportiva
En el Campeonato Mundial de Atletismo en Pista Cubierta de 1987 ganó la medalla de plata en los 3 km marcha, llegando en un tiempo de 12:36.76 segundos, tras la soviética Olga Krishtop y por delante de la canadiense Ann Peel.